# 高振家
高振家（1929年—2014年7月28日），辽宁盖县人，中国人民解放军海军高级将领、海军中将军衔。
1946年参军，1948年加入中国共产党。革命生涯中，他历任班长、副排长、副政治指导员、枪炮业务长、艇队副政委、副艇长、艇长、副支队长、支队长、海军副司令员、海军潜艇学校副校长、海军潜艇学院院长、海军指挥学院政委、广州军区副司令员兼海军南海舰队司令员等职，参加了莹河马家屯、辽东松树、辽沈等战役战斗。
高振家是中国共产党第十三次全国代表大会代表，中国人民政治协商会议第八、第九届全国委员会常务委员会委员。1988年被授予海军中将军衔，曾荣获解放奖章。。
2014年7月28日因病医治无效在广州逝世，享年85岁。